# نهر لبلة

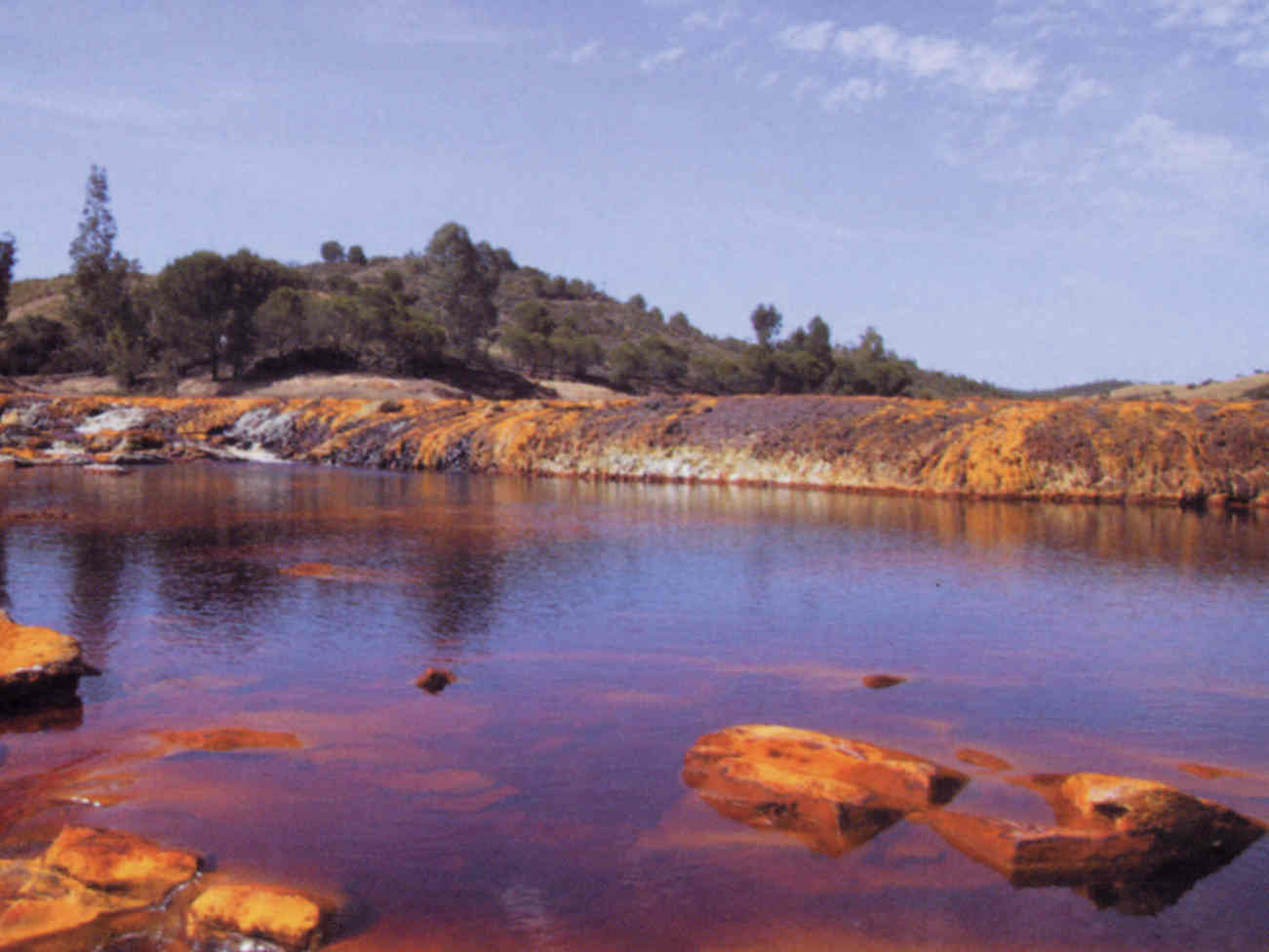
نهر لبلة

نهر لَبْلَة (بالإسبانية: Río Tinto)‏ نهر يسيل في مقاطعة ولبة من جنوب غربي إسبانيا، وهو يصبّ في وادي ولبة عند الاجتماع بنهر وديال.